# لستر بویی
لستر بویی (انگلیسی: Lester Bowie; ۱۱ اکتبر ۱۹۴۱ – ۸ نوامبر ۱۹۹۹) آهنگساز، و نوازنده ترومپت سبک جاز اهل ایالات متحده آمریکا بود. وی بین سال‌های ۱۹۶۵ تا ۱۹۹۹ میلادی فعالیت می‌کرد. او همچنین بنیانگذار گروه هنری شیکاگو بود.